# Chantenay-Saint-Imbert
Chantenay-Saint-Imbert est une commune française située dans le département de la Nièvre, en région Bourgogne-Franche-Comté.

## Géographie

### Climat
Pour des articles plus généraux, voir Climat de la Bourgogne-Franche-Comté et Climat de la Nièvre.
En 2010, le climat de la commune est de type climat océanique dégradé des plaines du Centre et du Nord, selon une étude du Centre national de la recherche scientifique s'appuyant sur une série de données couvrant la période 1971-2000. En 2020, Météo-France publie une typologie des climats de la France métropolitaine dans laquelle la commune est exposée à un climat océanique altéré et est dans la région climatique  Centre et contreforts nord du Massif Central, caractérisée par un air sec en été et un bon ensoleillement. 
Pour la période 1971-2000, la température annuelle moyenne est de 11,2 °C, avec une amplitude thermique annuelle de 16 °C. Le cumul annuel moyen de précipitations est de 782 mm, avec 11,5 jours de précipitations en janvier et 7,9 jours en juillet. Pour la période 1991-2020, la température moyenne annuelle observée sur la station météorologique de Météo-France la plus proche, « Bourbon_sapc », sur la commune de Bourbon-l'Archambault à 19 km à vol d'oiseau, est de 11,9 °C et le cumul annuel moyen de précipitations est de 777,2 mm. 
La température maximale relevée sur cette station est de 40,4 °C, atteinte le 11 août 2003 ; la température minimale est de −12,9 °C, atteinte le 26 janvier 2007,,. 
Les paramètres climatiques de la commune ont été estimés pour le milieu du siècle (2041-2070) selon différents scénarios d'émission de gaz à effet de serre à partir des nouvelles projections climatiques de référence DRIAS-2020. Ils sont consultables sur un site dédié publié par Météo-France en novembre 2022.

## Urbanisme

### Typologie
Au 1er janvier 2024, Chantenay-Saint-Imbert est catégorisée commune rurale à habitat dispersé, selon la nouvelle grille communale de densité à sept niveaux définie par l'Insee en 2022.
Elle est située hors unité urbaine. Par ailleurs la commune fait partie de l'aire d'attraction de Moulins, dont elle est une commune de la couronne,. Cette aire, qui regroupe 64 communes, est catégorisée dans les aires de 50 000 à moins de 200 000 habitants,.

### Occupation des sols
L'occupation des sols de la commune, telle qu'elle ressort de la base de données européenne d’occupation biophysique des sols Corine Land Cover (CLC), est marquée par l'importance des territoires agricoles (90,9 % en 2018), une proportion identique à celle de 1990 (90,9 %). La répartition détaillée en 2018 est la suivante : prairies (69 %), zones agricoles hétérogènes (13,6 %), terres arables (8,3 %), forêts (6,5 %), zones urbanisées (1,3 %), eaux continentales (1,3 %). L'évolution de l’occupation des sols de la commune et de ses infrastructures peut être observée sur les différentes représentations cartographiques du territoire : la carte de Cassini (XVIIIe siècle), la carte d'état-major (1820-1866) et les cartes ou photos aériennes de l'IGN pour la période actuelle (1950 à aujourd'hui).

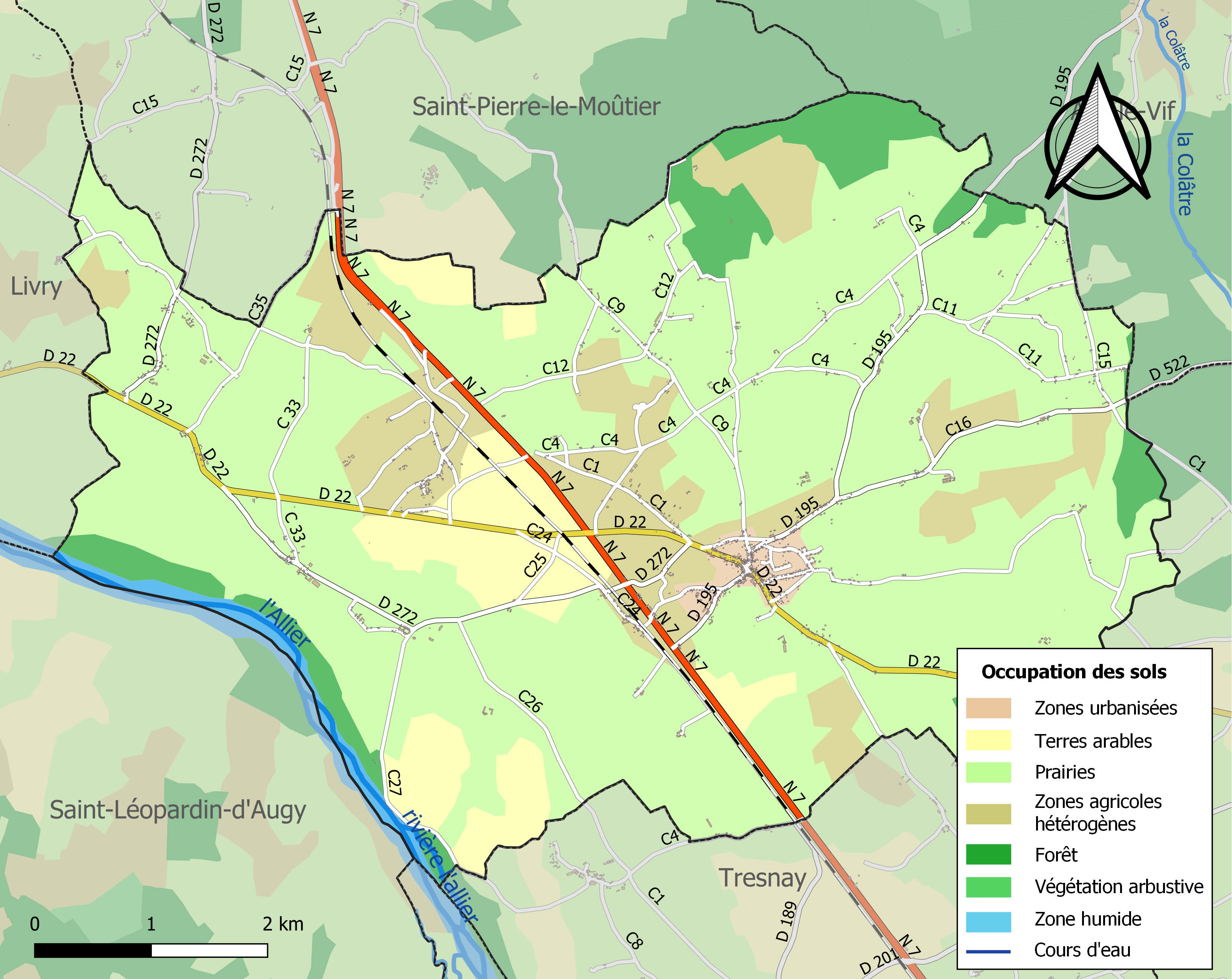
Carte des infrastructures et de l'occupation des sols de la commune en 2018 (CLC).

## Histoire
Ce village a été un important site romain si l'on en juge par les vestiges nombreux qui ont été exhumés lors de travaux divers : pour enterrer les lignes téléphoniques, comme pour creuser des fondations de maisons. De nombreux débris de poteries, des sarcophages ont été trouvés, qui montrent que Chantenay a été constamment habité.
Entre 1790 et 1794, la commune absorbe celle voisine de La Ferté-Langeron ; cette dernière, au cours de la période révolutionnaire de la Convention nationale (1792-1795), a porté provisoirement le nom abrégé de « La Ferté ».
Au Moyen Age, c'était La Ferté-Chauderon (ou La Ferté-Chaudron), 1re baronnie du Nivernais, qui comptait aussi Langeron. La famille seigneuriale Chauderon (ou de La Ferté-Chaud(e)ron), dont les chefs se nomment souvent Arnoul du XIe au XIIIe siècle, s'est fondue dans la Maison de Châtel-Perron (Guillaume de Châtelperron épouse vers 1269 Isabelle Chauderon (~1255-1301), fille d'Arnoul V Chauderon (1230-1278) et d'Isabeau de Roanne,) ; puis dans celle des Dauphins (d'Auvergne) de Jaligny (leur fille Isabelle de Châtelperron marie Robert Ier Dauphin de Jaligny en 1329 ; extinction de cette branche à la mort de leur petit-fils Guichard II Dauphin à Azincourt en 1415).
La Ferté-Chaudron passe ensuite aux Mello de (Château-Chinon)-St-Parize (Jean/Jehan de Mello, fl. dans la 2e moitié du XIVe siècle et † ap. 1406, était le fils de Renaud II et d'une Châtelperron, dame de St-Parize, fille d'Arnoul/Arnaud de Châtel-Perron), puis est acquise par les Cochet de/du Mont(s) (Mont-en-Bazois ?), qui cèdent vers 1440 aux Andrault de Langeron, ces derniers restant jusqu'à la Révolution les maîtres de la baronnie de La Ferté, incluse dans leur comté de Langeron que Louis XIV érigea en 1656.
En 1888, Chantenay, qui portait le même nom qu'un village proche de Nantes (ce dernier ayant été depuis rattaché à cette ville) est devenu Chantenay-Saint-Imbert. Saint-Imbert est un écart situé sur la route nationale 7, à un kilomètre du bourg de Chantenay, situé lui-même sur la petite hauteur.
Chantenay-Saint-Imbert connaîtra un développement industriel du début des années 1900 à 1964 par l'intermédiaire des frères Moreau, fabricants de cycles (Esper, Dixi, Morvan, Niverne, Outremer et safer) et producteurs d'accessoires divers et variés pour cycles et vélocipèdes (cadres, freins...) exportant leur production jusqu'aux États-Unis. Avant la Seconde Guerre mondiale, l'entreprise Moreau est renommée et travaillera pour 1 600 marques. Porteuse d'emplois (jusqu’à 10 % de la population de la commune y travaillera), la marque déclinera avec la démocratisation de l'automobile.

## Politique et administration

### Liste des maires
| Période                                  | Période  | Identité     | Étiquette | Qualité     |
| ---------------------------------------- | -------- | ------------ | --------- | ----------- |
| mars 2001                                | 2014     | Jean Aubois  | PS        | Retraité    |
| mars 2014                                | 2020     | Alix Meunier |           | Agriculteur |
| mai 2020                                 | En cours | Joël Dubois  | SE        | Retraité    |
| Les données manquantes sont à compléter. |          |              |           |             |

## Démographie
L'évolution du nombre d'habitants est connue à travers les recensements de la population effectués dans la commune depuis 1793. Pour les communes de moins de 10 000 habitants, une enquête de recensement portant sur toute la population est réalisée tous les cinq ans, les populations de référence des années intermédiaires étant quant à elles estimées par interpolation ou extrapolation. Pour la commune, le premier recensement exhaustif entrant dans le cadre du nouveau dispositif a été réalisé en 2008.

En 2022, la commune comptait 1 090 habitants, en évolution de −8,79 % par rapport à 2016 (Nièvre : −3,28 %, France hors Mayotte : +2,11 %).
| 1793  | 1800  | 1806  | 1821  | 1831  | 1836  | 1841  | 1846  | 1851  |
| ----- | ----- | ----- | ----- | ----- | ----- | ----- | ----- | ----- |
| 1 238 | 1 201 | 1 176 | 1 246 | 1 423 | 1 439 | 1 375 | 1 507 | 1 607 |

| 1856  | 1861  | 1866  | 1872  | 1876  | 1881  | 1886  | 1891  | 1896  |
| ----- | ----- | ----- | ----- | ----- | ----- | ----- | ----- | ----- |
| 1 710 | 1 790 | 1 961 | 2 093 | 2 054 | 2 035 | 2 100 | 1 982 | 1 900 |

| 1901  | 1906  | 1911  | 1921  | 1926  | 1931  | 1936  | 1946  | 1954  |
| ----- | ----- | ----- | ----- | ----- | ----- | ----- | ----- | ----- |
| 1 974 | 1 992 | 1 801 | 1 583 | 1 479 | 1 485 | 1 510 | 1 464 | 1 354 |

| 1962  | 1968  | 1975  | 1982  | 1990  | 1999  | 2006  | 2008  | 2013  |
| ----- | ----- | ----- | ----- | ----- | ----- | ----- | ----- | ----- |
| 1 306 | 1 239 | 1 247 | 1 106 | 1 201 | 1 190 | 1 251 | 1 267 | 1 232 |

| 2018  | 2022  | - | - | - | - | - | - | - |
| ----- | ----- | - | - | - | - | - | - | - |
| 1 149 | 1 090 | - | - | - | - | - | - | - |

## Lieux et monuments

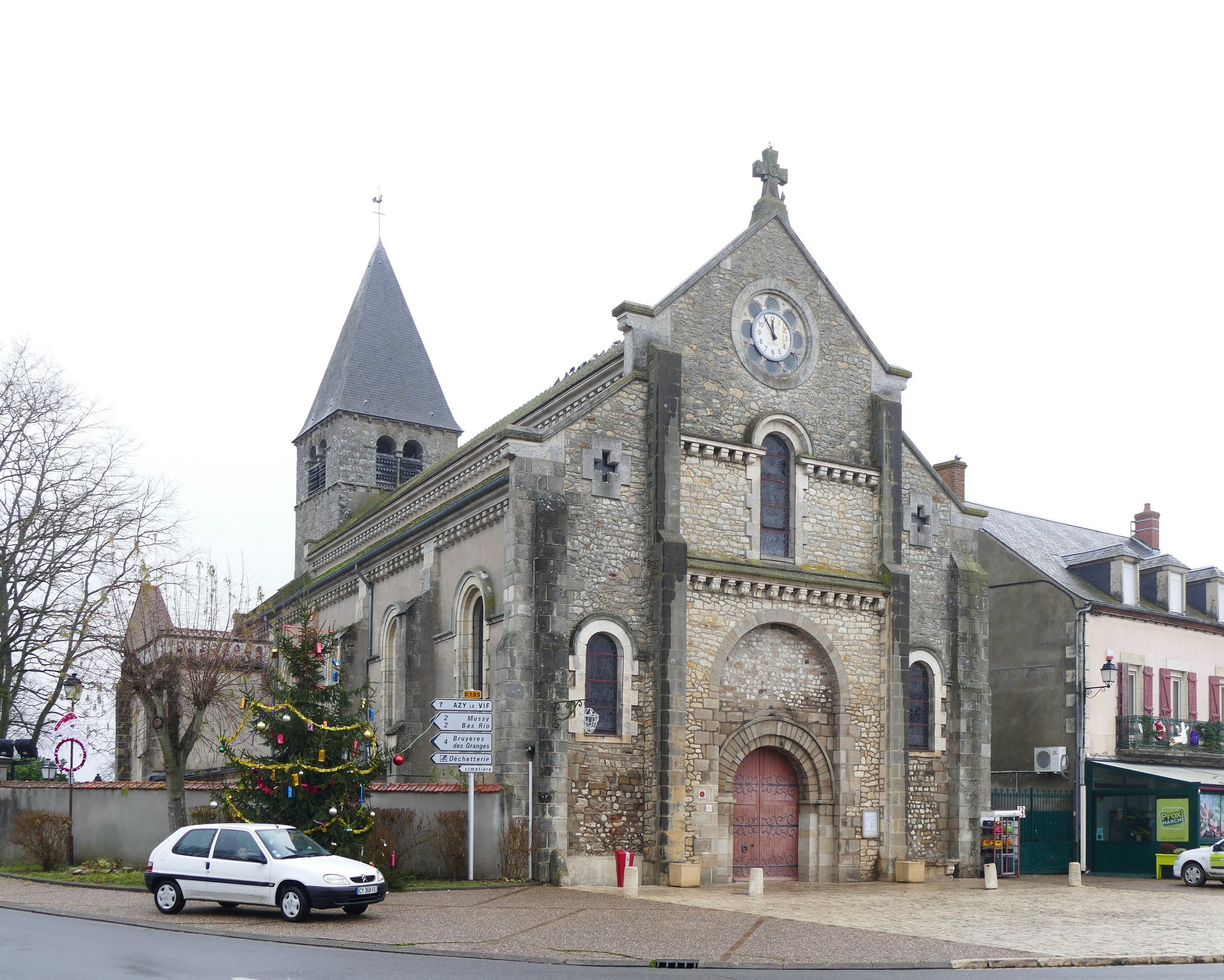
L'église Saint-Martin.

- L'église Saint-Martin ; malgré l’absence d’archive, on date la construction de l’église aux environs du XIe siècle. C’est une église romane à nef unique caractéristique de l’époque. En 2003, elle est classée site clunisien.
- Le château de La Ferté-Chauderon[23]

## Vie locale
Le village est composé de nombreux hameaux, qui avaient chacun café, épicerie, voire garage automobile et célébraient leur Fête de village. La Saint-Leu, au mois de septembre, est la fête au bourg.

## Personnalités liées à la commune
- Théodore Caruelle d'Aligny (1798-1871), peintre paysagiste, né à Chantenay-Saint-Imbert.
- Jean Placide Turigny (1822-1905), médecin et homme politique, député de la Nièvre de 1876 à 1905, maire de Chantenay-Saint-Imbert.
- Louis Pouzin (1931-), ingénieur informatique.